# 槟华女子国民型华文中学
槟华女子国民型华文中学（简称槟华女中），是马来西亚槟城州东北县乔治市哥德路的一所国民型华文中学，同时也是全女子中学，于1921年3月8日成立。槟华女中也是槟城州内落实“特别计划班级”（前称控制中学）计划下的4所国民型华文中学之一，只有成绩卓越的学生可以入读。

## 校史
1919年3月17日，槟城阅书报社的陈新政、林如德、邱明昶、陈民情、庄永亨、林良文、刘伟明等闽籍商开始发动侨民成立一个公立女校。他们在平章会馆（今槟州华人大会堂）召开闽商赞助人大会。这场大会吸引了91名赞助人出席，当时大会也议决用筹募救济福建水灾的余款作为创立新女校的经费，并定名为福建女校。
1920年，福建女校正式创办，初期校舍设于槟城柑仔园路29号，为租赁建筑。创校初期设有小学课程，学制为七年，包括四年初小与三年高小，当时学生人数约52人。学校以「庄、诚、勤、朴」为校训，教学条件简陋，经费收支长期不足。
1923年，学生人数增长至175人，学制随之调整为六年制（四年初小，两年高小）。课程内容包括国语（白话文）、英文、修身、历史、地理、算术、体操、图画、音乐、唱歌、手工、缝纫及刺绣等。因学生人数不断增加，校务日益提升，董事会决定以三万令吉购置位于打石街145号的房产作为新校舍。
该处原为教育家陈嘉庚的私人住宅。在多番洽谈后，陈嘉庚应允将该房产售予学校，并慷慨捐出售屋款项中的一万令吉以资助校内设施建设。这是学校首次拥有自有校舍，意义重大。首任代理教务长为陈蕴美女士，她是星洲南洋女子师范首届毕业生。
1927年，因英殖民政府实施《学校注册条例》，其中规定教师必须本地化。校董会遂于1927年2月，依据华文视学官建议，设立为期三年的“简易师范班”，以培育本地小学教师。这是槟榔屿历史上首个女子师范机构，创办至今已为全国各地输送超过300名女教师。
校方随后在打石街145号校舍后院空地上兴建一栋双层楼教学楼，共设四间课室，供“简师班”使用。至1928年，在校学生已超过400人，教室空间严重不足，学校被迫采用上下午分班制授课以应对学额压力。
1931年，为进一步扩展教学空间，学校在南华医院街82号设立第一所分校，以容纳日益增加的学生。
1932年，学校的第一分校迁往夜兰阿珍街93号，当时在籍学生已突破600人。同年，简师班经历课程调整，学制延长为四年。新制度不仅纳入了中学阶段的基础课程，也结合中英双语授课及教育理论内容，是当时少见的多元模式初级师资培训。由于课程设计符合教学发展的需求，该培训体系获得当局与华社教育界的积极评价。
自1932年起，廖宝和女士出任代理教务长，并担任此职至1934年。她其后继续留校任教，服务时间长达数十年，至1966年退休，对教师培育与校务推动颇有贡献。
1935年，第一分校再度迁至中路65号，此地成为日后小学部所在。与此同时，原设于打石街的简师班及高小部也整合至该新校址。同年起，朱月华女士接掌学校行政，起初职称为教务长，1946年起更名为校长。她自1935年至1966年期间，长期负责中小学事务，是学校稳定发展的关键人物之一。自1957年起，学校进行组织分工，中小学行政独立，朱月华继续领导中学部直至退休。
随着学生人数不断增加，原有校园已难以应付。1937年，校方在红毛路第37号新设第二分校，以舒缓主校区的负担。同年2月，学校设立建校委员会，由邱明昶担任主席，专责策划扩建与改善硬件设施。
1938年，福建女校已拓展为设有三座校舍的教育机构，教职员人数达42人，学生人数逼近800人。
1939年，第二分校迁至浮罗池滑第204号。因新生持续增加，学校扩建压力加剧。建校委员会于8月19日召开首次会议，正式推动新校舍的筹建工作。
1940年，校友陈桂英、翁素碧、陈瑄珠与徐越成等人共同发起成立校友会，聚会地点设在红毛路分校。惟1941年底，太平洋战争爆发，新马沦陷，校友会活动被迫暂停。至1945年战后复校，校友会方得以恢复，并重新在打石街校舍设立会所。
1940至1941年间，学校首次开设初中一年级与二年级课程。至1941年，简师班已有四个班级，学生人数增至144人，教职员工达到47人，全校总学生人数突破千人。由于校园设施已难以容纳，扩建校舍成为当务之急。然而，该计划因太平洋战争爆发被迫搁置。
1941年底，随着马来亚沦陷，学校于12月起停课，持续三年八个月。战火波及总校所在的打石街校园，其后座建筑遭三枚炸弹击中而严重损毁，馆藏资料亦付之一炬。中路分校在日军占领期间亦遭入室盗窃三十余次，校产损失惨重。
1945年9月战事结束后，学校迅速启动复校筹备。因战后大量学龄儿童失学，侨民对教育的重视空前高涨。自11月1日恢复上课起，入学人数大幅增加，尤其女学生报读踊跃。小学教室不敷使用，中学也面临空间不足。加上师资短缺，校方决定开办师范速成班以应需求；但依据当局教育规定，旋即停办速成班，转而设立初中与高中课程，构成六年一贯制中学体系。小学继续设于打石街原址，中学则设在中路65号。
1946年，校方原先购置位于安顺律的地段作为新校舍选址，但因政府有意征用地块两侧土地，遂决定另觅校地。是年，学校迎来第一届初中毕业生。时任董事会主席为王景成先生。
1947年，受政府委托，学校开办为期两年的高中师范课程，共招收三届学员。连同此前14届简师班，共计培养了17届师范毕业生，合格教师达326人。该计划持续至1952年，后由政府统一收回师资培训职能，学校则继续保留初、高中部。
1948年，学校诞生首届高中毕业生，董事主席为许生理先生。1949年则迎来首届高师班共25位毕业生。
1950年，学校迎来创校30周年纪念。
1951年，高师课程停办，学校专注发展高中教育。同年，董事会召开赞助人大会，采纳李光前先生建议，为摆脱“籍贯学校”之称，学校名称由“福建女学校”正式更名为“槟华女子中小学”。改名于3月11日正式生效：中学部定名为“槟华女子中学”（Penang Chinese Girls’ High School），小学部称为“槟华女子小学”（Penang Chinese Girls’Primary School）。
1951年，董事会购置位于哥德路2号的地段作为未来中学新校舍基地。该项建校计划于当年正式启动，并在第九次建校委员会会议中列入议程。
1954年至1955年间，学校在哥德路建设三层楼的新中学校舍。该工程由董事会主席王景成，副主席许锦亮、苏承球，总务陈文炳、陈正直，以及财政李月樵等人全力推动。首座面向街道的教学大楼落成，工程耗资50万令吉。校舍于1955年年底完工，标志着第一期建校工程圆满完成。1957年12月14日，建校委员会主席连裕祥先生主持新校舍启用仪式。
1956年，校友会名称由“福建女校同学会”更名为“槟华女中同学会”，会所设于中路小学部后方音乐教室。至1966年因原址业主收回物业使用，校友会迁至哥德路中学校舍继续运作。
同年1月，槟华女子中学正式迁入哥德路2号新校址。最初由高中学生率先搬迁上课，随后原本位于打石街的初小部也整合至中路校址，统一为“槟华女子附属小学”。
1957年，槟华女子中学第二期校舍扩建工程完成。新建的三层科学馆于4月竣工，并于同年9月投入使用。该大楼专为理科教学所设：三楼设有物理、化学及生物实验室，供高中学生进行各科实验操作；二楼为自然科学教室，用于初中理科课程及演示实验；底楼则设有四间标准课室，用作日常教学空间。该栋建筑连同科学设备、教学仪器及实验用品，建设总费用约为20万令吉。
随后展开的第三期建设项目为校内礼堂。当时获得新加坡与槟城平社的支持，董事会一方面着手设计与动工，另一方面同步展开募捐活动。礼堂建筑于1957年年底完工。该建筑采用双层设计：底层设有多功能教室空间，包括图书馆、阅报室、会议室及行政办公室；楼上为大型集会礼堂。整项工程总耗资逾24万令吉。为答谢平社及社会大众的慷慨捐助，新礼堂正式命名为“平惠堂”。
1958年小学改制，称为“槟华国民型华文小学”。
1962年，中学部接受政府津贴改制后，命名为“槟华女子国民型华文中学”（即槟华女中，以马来语/英语媒介语教学），未接受津贴而续办的中学部改称“槟华女子独立中学”（以中文为媒介语教学的华文独立中学）。
自1960年代起，槟华女子中学进入拓展阶段。1963年，校方创办槟华幼稚园，由洪完全女士受委筹设并担任园长。初期开课地点设于中学校园宿舍楼上（今为图书馆），设有两个班级，共有41名幼儿与5位教职员。随后数年内，幼儿园多次迁址，包括使用礼堂后的空教室及小学部图工室，以适应不断增长的招生规模。至此，槟华教育体系逐步形成“幼、小、华中、独中”四校合一的完整结构。
1966年，顾翰芳女士出任女中校长，为期三年；1969年由林赋田校长接任，服务八年。1968年，董事会重启中学部专科教学楼与电影室建设计划，工程于1969年5月竣工，6月启用。新建筑分为四层：底楼为冷气电影室；二楼设有自然科学与打字教室；三楼设地理、历史与数学专科教室；顶层建有屋顶平台，配有测风仪等气象观测设备。1970年3月7日，董事主席庄汉良先生主持该栋大楼启用典礼。
1969年，校方亦于中学食堂旁新建一座工艺室，配备电窑、美术陶艺及染印设备，作为艺术与工艺课程专用空间。
1970年，槟华四校庆祝创校50周年金禧纪念。
1976年，女中同学会更名为“槟城槟华校友会”，并于1978年完成位于哥德路的独立会所建设，是马来西亚首座女校校友自建会所，1979年4月正式启用。
同年，校方在中学校园钟楼后方兴建三层教学楼，作为独中部专用校舍，配合中华文化教育与六育并重的方针（德、智、体、群、美、劳）。时任校长李金女士（1966–1984）推动该计划，落成典礼于1976年10月30日举行，由董事副主席陈正直先生主持。
70年代初期，原本仅限女生成员的中学部与独中部，曾短暂试行男女同校制度。小学部自60年代起已接收男生就读，但因中学阶段招生配额所限，部分小学毕业生难以升入华文中学。基于此，校方于1971至1973年间试行招收男生入读国民型华文中学，独中亦自1975年起开放男生入学。然而，校方其后认为男女同校与纯女校体制难以兼容，故于1980年全面终止中学阶段招收男生。小学部则继续维持男女混合编制。
截至1980年，小学部学生总人数为2265人，教师66人；槟华女子国民型华文中学学生人数达2676人，教师97人。1977年，因校园周边交通日益繁忙，董事会于小学部侧边修建一条柏油通道，供学生专车出入，并新建一座标准化幼童篮球场。
1980年，槟华四校共同庆祝创校60周年纪念。
自1981年起，槟华进入全面发展阶段。伴随国家社会、文化与科技教育不断演进，学校加快课程与教学环境的革新步伐。80年代国民型中小学课程改革密集，教学资源需求迅速上升。在张宝珠校长（任期1978–1996）的带领下，中学部大力提升教学设备与学生学习空间。
1990年11月，校方动工建设“嘉树馆”四层新教学楼，工程总投资逾100万令吉，用以扩充课室与活动空间。1983至1988年间，槟华女中学生人数自2500人增至逾3000人。课外活动亦趋多样，推动中华文化相关社团，如24节令鼓团与华乐团等。
1986年4月，董事会于中学校园重建两座符合国际标准的全新篮球场，并增设四层看台，其中看台建设费用由董事拿督王富金局绅全额资助。
1990年，槟华女子国民型华文中学参与四校联合庆祝建校70周年。
1993年，校方新建一座四层教学楼，以应对教学空间需求。该项目获得槟城树胶公会及相关团体捐款支持，董事会遂将大楼命名为“嘉树馆”，以志感恩。
1998年，因整体招生增长，槟华女中亦面对教室不足问题。董事会遂同步统筹建设五层教学楼，槟华女中学生也于该年迁入新大楼上课，改善学习环境。
自2001年起，学校推行多项基础建设与教学环境改善计划，包括为平惠堂全面安装冷气系统、重修校门围栏并美化校园景观。此外，2001至2002年间，校方对多媒体礼堂的音响与灯光设备进行全面升级。
2002年，国民型华文中学新增健身教室，并全面数码化图书馆资料管理系统。同年，学校成为全马首个设有「INTEL e-教室」的华中，正式迈入电子教学阶段。
在学业表现方面，2001年槟华女中因大马高级教育文凭考试（STPM）成绩优异，跻身全国十大最佳学校；2002年STPM成绩更跃居全国第一。该年大马教育文凭（SPM）考试成绩亦进入全国前十名。2004年，学校在SPM考试中首次达到100%及格率。2003年与2004年接连荣获槟州“最佳学术与课外活动综合表现学校”荣誉。
2003年，校长杨礼昭女士晋升为槟州首位DG1（DG54级别）卓越高级校长，并受教育部委任为新任中学校长辅导顾问。在她任内，学校在学术、课外活动与校园建设方面皆有显著进展，成为全国知名女子中学之一。
自2005年起，校长杨亿女士接任领导工作。她原为槟华女中教师，后历任学生事务副校长，2005年7月升任校长。任内她推动校内资讯化发展，强化数码教学基础，并致力于营造和谐轻松的学习氛围。2010年，她因杰出管理获颁“卓越服务奖”。
在各项公共考试中，槟华女中亦维持卓越表现：2009年STPM成绩为槟州最佳，2010与2013年SPM成绩亦居全槟第一。此外，学校在2011与2012年两度获颁初中评估考试（PMR）“最大跃进奖”。
2010年，槟华女中参与四校联合举办创校90周年纪念活动。
2011年，槟华女子国民型华文中学在初中评估考试（PMR）中获得“最大成绩跃进奖”，成为槟州表现进步最显著的中学之一。学校持续推动电子化教学改革，并逐步提升教学设备与校内资讯化水平。
2013年，时任校长杨亿女士荣获教育部“新奖掖制度”（New Deals）表现卓越奖。杨校长自1997年加入槟华服务，历任学生事务副校长，2005年出任校长。在任期间，杨校长推动校园数码建设，优化学习环境，并致力于营造积极向上的校园文化。2009至2013年，槟华女中在各类全国公共考试中成绩优异，包括连续多年在大马高级教育文凭（STPM）及大马教育文凭（SPM）考试中荣获槟州最佳。
2015年，伍彩玲女士接任校长职务。她自1993年加入槟华女中，曾担任副校长多年，熟悉校务管理。任内，她主导推行“无线传屏精明教学系统”，积极落实智能校园发展目标，提升教学互动与效率。学校亦于同年荣获“卓越模范学校”（Sekolah Kluster Kecemerlangan）荣誉，成为全国示范中学之一。
该年，学校的数学科与圣约翰救伤队分别被评为学术及课外活动的卓越领域，成为其他学校参照的典范。学生在国内外各类竞赛中屡获佳绩，包括世界学者杯、新加坡国际数学挑战赛、全国科学挑战赛等。
2016年初，因拟建新校舍项目涉及土地问题，政府曾提出征用校园部分用地，最终在董事会与校方积极沟通下，成功保留原有校地。
2017年10月，为扩大活动与教学空间，董事会推动兴建一栋十层多功能教学大楼。该项目于2018年底完成，并于2019年启用。新大楼被命名为“思源楼”。该建设由时任董事会主席已故拿督林源明发起，并获得校友、赞助人及社会各界捐助。整体建设费用达1300万令吉。
2018年，庄福柔女士出任槟华女子国民型华文中学校长。
2020年3月6日，思源楼举行落成典礼，由槟华董事会主席拿督蔡铃忠主持开幕。大楼设有多功能教室及现代教学设施，进一步缓解学校课室紧张问题，并为未来发展奠定基础。